# Аврелия Паулина
Вижте пояснителната страница за други личности с името Паулина.
Аврелия Паулина или Аврелия Павлина (на латински: Aurelia Paulina) e дъщеря на римския император Kар (282 – 283).

## Биография
Произлиза от фамилията Аврелии. Дъщеря е на император Марк Аврелий Кар. Сестра е на императорите Марк Аврелий Карин и Марк Аврелий Нумериан.
Тя е майка или леля на Марк Аврелий Карин (Нигриниан), който е престолонаследник, но умира като дете († 284/285). Вероятно той е син на нейния брат Карин и Магния Урбика. Нигриниан е издигнат до Дивус след смъртта си.